# اسکارلت پامرز
اسکارلت پامرز (انگلیسی: Scarlett Pomers؛ زادهٔ ۲۸ نوامبر ۱۹۸۸) یک هنرپیشه، و خواننده اهل ایالات متحده آمریکا است. وی از سال ۱۹۹۲ میلادی تاکنون مشغول فعالیت بوده‌است.
از فیلم‌ها یا مجموعه‌های تلویزیونی که وی در آنها نقش داشته است می‌توان به ارین براکویچ و گروه پرستاران بچه اشاره نمود.